# Scholleropsis lutea
Scholleropsis lutea är en vattenhyacintväxtart som beskrevs av Joseph Marie Henry Alfred Perrier de la Bâthie. Scholleropsis lutea ingår i släktet Scholleropsis och familjen vattenhyacintväxter. Inga underarter finns listade.